# ألبرت الثالث، دوق النمسا
ألبرخت الثالث (بالألمانية: Albrecht III)‏ (9 سبتمبر 1349 - 29 أغسطس 1395) والمعروف أحياناً بـ ألبرخت ذو الضفيرة، هو عضو من آل هابسبورغ العريقة، وذلك بكونه دوق النمسا من 1365 و حتى وفاته.

## السيرة الذاتية
ولد ألبرخت الثالث في فيينا مقر الدوق، بحيث أنه الابن الثالث لدوق ألبرخت الثاني و زوجته يوهانا من بفيرت، بالرغم من أن والده حدد قانون العائلة بحيث  على أخوة الأربعة الاضطرار في تقاسم السلطة سوياً وعلى قدم المساواة، إلا أن شقيقه الأكبر رودولف الرابع تولى مقاليد الحكم بعد وفاة والدهم في 1358، وأيضا تمكن من تأكيد سلطته العليا وذلك من خلال إصداره وثيقة الإمتياز الكبرى، وعلى الرغم من زواجه إلا أنه ظل دون وريث مما تتطلب في مقاسمة السلطة مع أشقائه الأصغر سناً، وفي 1365 وقع كل من رودولف الرابع وألبرخت الثالث وليوبولد الثالث  معاً شهادة التأسيس لجامعة فيينا؛ توفي شقيقه رودولف بعد بضعة أشهر عن عمر يناهز 25 عاماً.
وبذلك تلقى ألبرخت باعتبار الابن الأكبر على قيد الحياة (شقيقه الثاني فريدرخ الثاني توفي 1362)، وبالمشاركة مع شقيقه الأصغر ليوبولد الثالث الدوقيات النمسا وستيريا وكارينثيا وكارنيولا من الإمبراطور كارل الرابع، وأخيراً في 1369 تلقوا كونتية تيرول بعد تخلى ستيفان الثاني دوق بافاريا عنها، وذلك بعد كفاح طويل.
وأيضا في 1368 اشتروا مدينة الشوابية فرايبورغ، وأيضا باءت محاولات للاستيلاء على ميناء ترييستي المطل على بحر الادرياتيكي بالفشل بين عامي 1369 و1370 بعد صراع مع جمهورية البندقية، لم يستطيعوا إلا في 1382 وذلك بعد طلب المدينة الحماية من البنادقة، وبذلك تم إخضاعها للحكم النمساوي، وأيضا في 1374 تلقوا مساحات شائعة في تخم فينديك وإستريا وذلك بعد تنازل ألبرخت الثالث كونت غوريتسيا عن تلك المناطق لهم، والتي تم ربطها مع دوقية كارنيولا مباشرة، وفي العام التالي استحوذوا على فيلدكيرخ الشوابية من كونتات مونتفورت، وبذلك أصبحت نواة هابسبورغ فيما يُعرف لاحقاً بفورارلبرغ.
نظراً للتوتر بين الأخوة ومشاجرات بينهما، أخيراً في 1379 قام ألبرخت وليوبولد بموجب معاهدة نيوبرغ بتقسيم أراضي الأسرة الممتدة، تلقى ألبرخت النمسا طبيعية (النمسا السفلى)، في حين حصل ليوبولد على ستيريا وكارينثيا وكارنيولا (النمسا الداخلية)، وتيرول (النمسا العليا)، وكذلك ممتلكات الأسرة في شوابيا (النمسا الخارجية)، كان تقسيم أراضي الأسرة إلى فرعين ألبرتيني وليوبولديني واحدة من أهم العوامل السلبية في انحطاط مواجهة المنافسة مع أسر لوكسمبورغ وفيتلسباخ، استمر التقسيم حتى 1490 عندما سلم سيغيسموند أراضيه في تيرول والنمسا الخارجية لابن عمه الملك ماكسيمليان الأول.
في 1377 ذهب ألبرخت إلى حملة صليبية في بروسيا ضد القبائل البلطيقية الليتوانيون والساموغيتيون.
وفي الوقت نفسه واجه دوقات هابسبورغ في شوابيا الكونفدرالي السويسري النامي والثوار المسلحين، مما أدى لاحقاً في عام 1386 إلى مقتل شقيقه ليوبولد الثالث والعديد من النبلاء النمساويون في معركة كارثية في 1386، وبذلك أصبح ألبرخت مرة أخرى الحاكم الوحيد على الأراضي الألبرتينية والأراضي ليوبولدينية، بوصفه الوصي على أبناء أخيه القُصر، وأيضا باءت محاولة لاستعادة حكم هابسبورغ في شوابيا بالفشل مرة أُخرى، عندما هزم الفرسان ألبرخت مرة أخرى في معارك أمام السويسريون مما أدى دعوته إلى الهدنة.

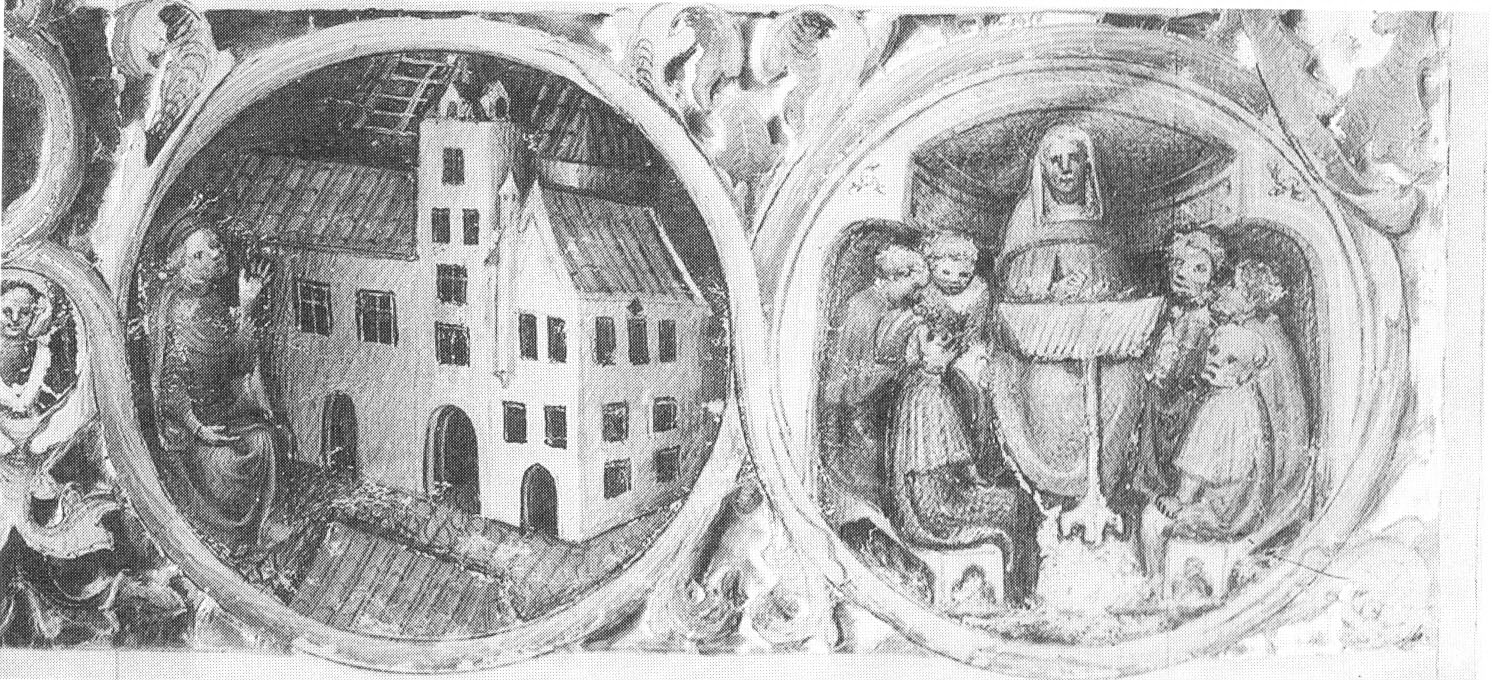
ألبرت يفتتح دوكالي كوليجيوم (يسار)، محاضرة دينية (يمين)

في الأراضي النمساوية كان حكمه مفيد للغاية، بحيث قام بدعم الفنون والعلوم، وخاصةً أنه كان عالماً وذلك بكونه عالم الرياضيات ومنجماً، وأيضا يعتبر أقدم كتاب في المكتبة الوطنية النمساوية كتاب الأناجيل كان من ممتلكاته الشخصية، وأيضا قام بتوسعة في جامعة فيينا، بحيث توصل إلى إتفاق مع البابا أوربان السادس على إنشاء كلية لاهوت، وأيضا واصل في بناء كاتدرائية القديس إسطفان، وكذلك تجديد فيينا على غرار آل الإمبراطور كارل في براغ، يشير ألبرخت بلقبه هذا إلى تسريحة الشعر الخاصة بفرسان تسوبفوردن (الضفيرة)، التي أسسها هو مع ذلك انتهت هذه الفرسنة مع وفاته.
بحلول سنوات الأخيرة من حياته أسس ألبرخت حكماً قوياً على دوقيات النمساوية، بحيث امتدت على طول نهر الدانوب من حدود المجرية على نهر ليتا في الشرق إلى سلسلة الجبال هاوزروك في الغرب، وأيضا أثناء النزاع على خلافة الإمبراطور كارل الرابع في 1378، ساند ألبرخت قوات سيغيسموند وجوبست من مورافيا ضد الملك فنتسل، وبدا أنه كان مرشحاً مناسباً للعرش الألماني، ومع ذلك توفي في أغسطس 1395 أثناء إقامته في نزل الصيد في لكسنبورغ أثناء الاستعدادات العسكرية ضد فنتسل التي حدثت في 1400، دفن ألبرخت في سرداب الدوقي بكاتدرائية القديس إسطفان في فيينا.

## الزواج والذرية
تزوج ألبرخت مرتين أولاً من إليزابيث من بوهيميا بعد. 19 مارس 1366 هي ابنة الإمبراطور كارل الرابع وشقيقة فنتسل الأول ملك ألمانيا،  لم يكن للزوجين أبناء، توفيت إليزابيث عن عمر يناهز الخامسة عشر عاماً، ودفنت بجوار والديه.
تزوج ألبرخت للمرة الثانية من بياتريكس ابنة فريدرخ الخامس بورغريف نورنبيرغ سليلة آل هوهنتسولرن،  وأيضا هي من خلال والدتها سليلة آل بابنيبيرغ الأسرة الحاكمة في النمسا قبل هابسبورغ، على أية حال أنجبت له ابناً واحداً ألبرخت الصبور الذي خلفه في أملاكه.